# Ikoma
Ikoma (japanisch 生駒市, -shi) ist eine Großstadt im Nordwesten der Präfektur Nara in Japan am Fuße des Ikoma. In Ikoma leben (Stand: 1. März 2021) 116.174 Menschen auf einer Fläche von 53,18 Quadratkilometern, was sie zur drittgrößten Stadt der Präfektur macht. Mehr Einwohner als Ikoma haben die Städte Nara, die gleichzeitig Sitz der Präfekturverwaltung ist, und Kashihara.

## Geschichte
Ikoma war während der Muromachi-Zeit ein Lehen (生駒庄, Ikoma-shō) in dem die gleichnamige Adelsfamilie residierte. Als das japanische Gemeindewesen zum 1. April 1889 nach westlichem Vorbild reformiert wurde, wurden die Dörfer (mura) Yamasaki (山崎村), Tanida (谷田村), Tawaraguchi (俵口村), Kōmyō (小明村), Tsuji (辻村) und Nabata (菜畑村) im Landkreis Heguri zur Gemeinde Kitaikoma (北生駒村, „Nord-Ikoma“) zusammengelegt. Zum 1. April 1897 fusionierten die Landkreise Heguri und Soejimo zum Landkreis Ikoma. Am 11. Februar 1921 wurde Ikoma zu einer kreisangehörigen Stadt (chō) erhoben. Am 10. März 1955 wurde das Dorf Minamiikoma (南生駒村, „Süd-Ikoma“) und am 31. März 1957 Kitayamato (北倭村) eingemeindet. Am 1. November 1971 wurde Ikoma dann zu einer kreisfreien Stadt (shi).

## Geographie
Ikoma liegt im Westteil Honshūs, der Hauptinsel Japans und am Fuße des Ikoma, der mit 642 Metern Höhe gleichzeitig den höchsten Berg der Bergkette des Ikoma-Berglandes darstellt. Das Bild der Stadt zeigt im Hintergrund den Ikoma, zu erkennen an der großen Anzahl an Sendemasten.

Die drittgrößte Stadt der Präfektur liegt westlich der Großstadt Nara und östlich der Stadt Osaka, in der Kulturlandschaft Kansai beziehungsweise der Region Kinki. In ihrer weiteren Umgebung liegen unter anderem die Hafenstadt Kōbe in westlicher Richtung sowie die Stadt Kyōto in nördlicher Richtung. Beide Städte sind etwa 50 Kilometer von Ikoma entfernt. 

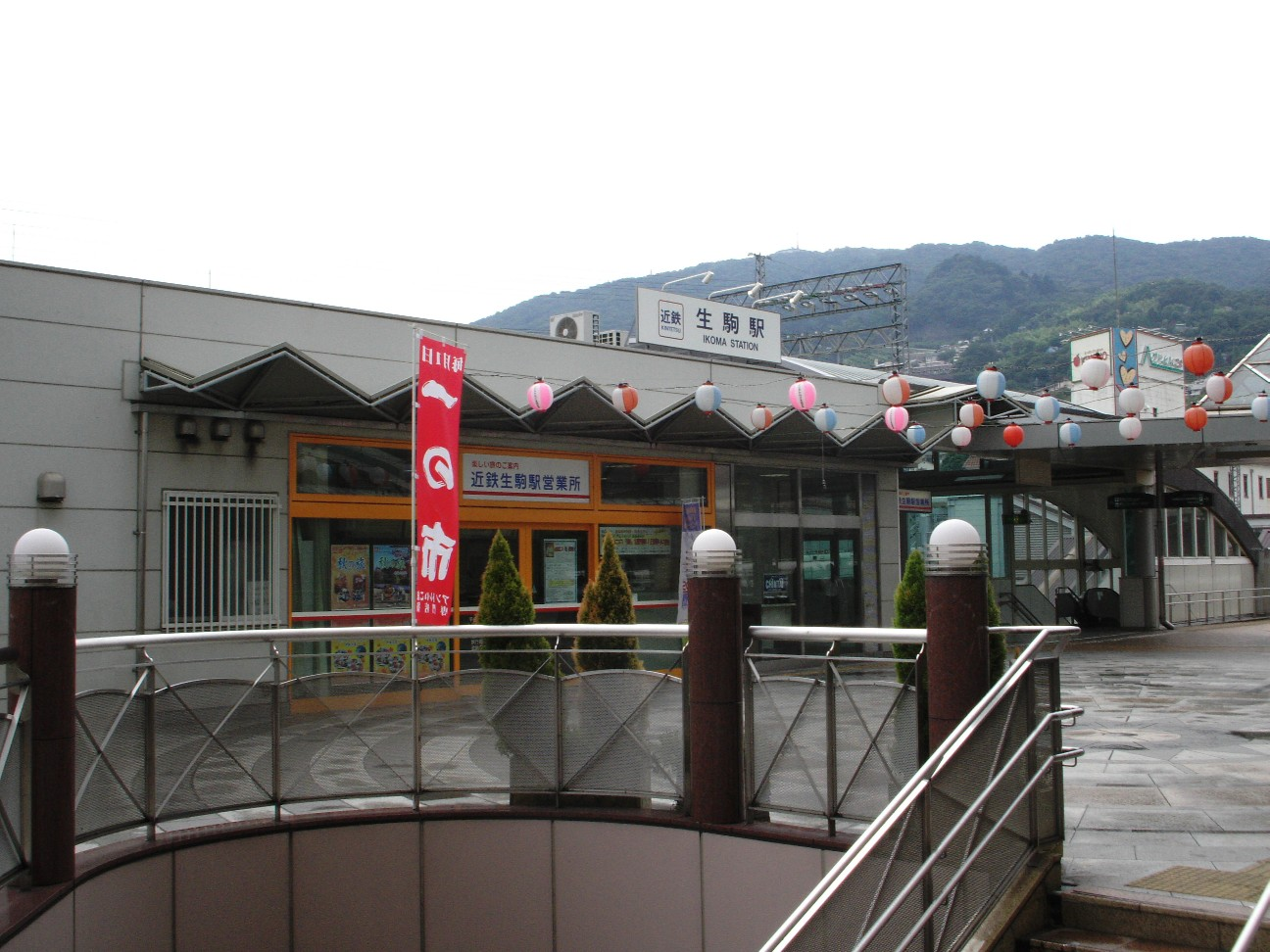
Bahnhof Ikoma

## Verkehr
| Straßen            | Zugverbindungen         |
| ------------------ | ----------------------- |
| Nationalstraße 163 | Kintetsu Nara-Linie     |
| Nationalstraße 168 | Kintetsu Ikoma-Linie    |
| Nationalstraße 308 | Kintetsu Keihanna-Linie |

## Angrenzende Städte und Gemeinden
| Präfektur Nara | Präfektur Kyōto | Präfektur Osaka |
| -------------- | --------------- | --------------- |
| Nara           | Kyōtanabe       | Hirakata        |
| Yamatokōriyama | Seika           | Daitō           |
| Ikaruga        |                 | Higashiōsaka    |
| Heguri         |                 | Shijōnawate     |
|                |                 | Katano          |

## Persönlichkeiten
- Kyōgo Furuhashi (* 1995), Fußballspieler